# Архиепархия Барселоны

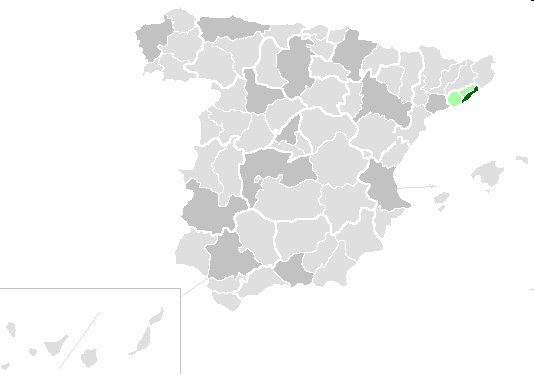
Карта архиепархии Барселоны (выделено зелёным цветом)

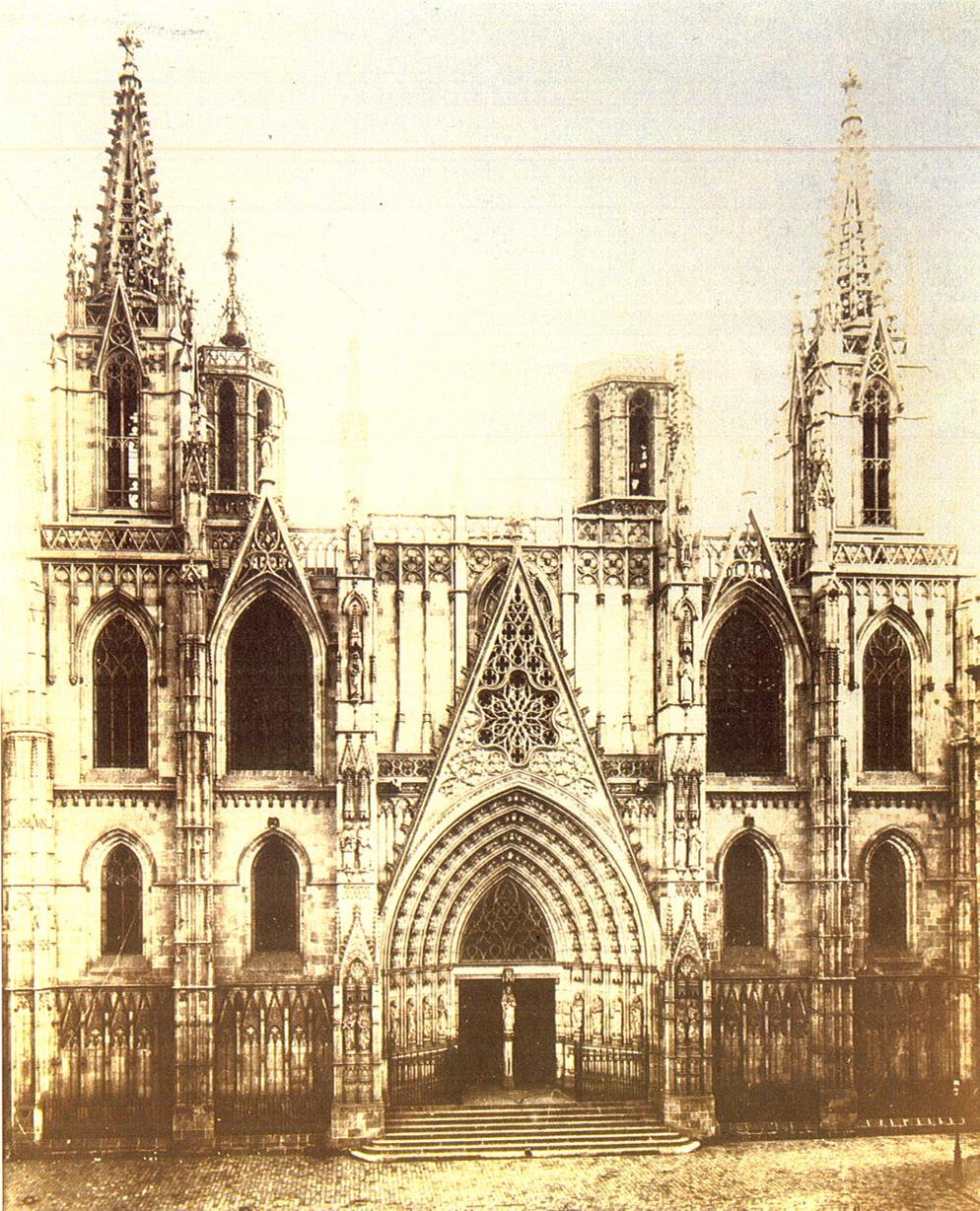
Строительство кафедрального собора, 1900 г.

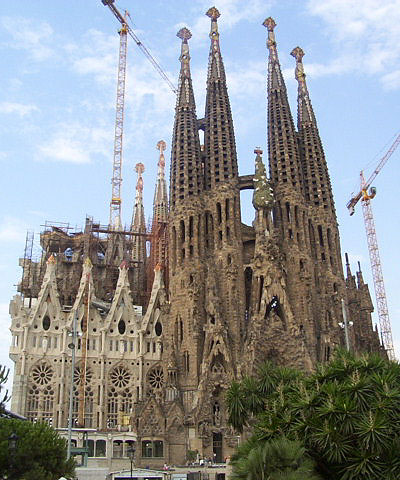
Собор Святого Семейства, Барселона, Испания

Архиепархия Барселоны (лат. Archidioecesis Barcinonensis) — архиепархия Римско-Католической Церкви с центром в городе Барселона, Испания. В митрополию Барселоны входят епархии Сан-Фелиу-де-Льобрегата, Террасы. Кафедральным собором архиепархии Барселоны является церковь Святого Креста и Святой Евлалии.

## История
Епархия Барселоны была основана в начале IV веке. Первым известным епископом Барселоны является Претестат, который участвовал в Сардикийском соборе 343 года. C V века до 1964 года епархия Барселоны входила в митрополию Таррагоны за исключением периода с VIII по X век, когда Таррагона находилась под арабским владычеством. В это время епархия Барселоны де-факто входила в митрополию Нарбонны (сегодня — Епархия Каркасона и Нарбонны).
25 марта 1964 года Римский папа Павел VI издал буллу Laeto animo, которой возвёл епархию Барселоны в ранг архиепархии c непосредственным подчинением Святому Престолу.
15 июня 2004 года Римский папа Иоанн Павел II издал буллу Ad totius dominici, которой образовал митрополию Барселоны с включением в неё епархий Сан-Фелиу-де-Льобрегата и Террасы.

## Ординарии архиепархии
| - Претекстат (упоминается в 343 году); - святой Пакиан (390); - Лампий (393—400); - Сигесарий (415); - Нундинарий (463); - Иреней (463—465); - Беренгарий (?); - Агриций (517); - Небридий (540); - Патерн (546); - Угерн (580—599); - Эмила (600—633); - Север II (633—636); - Ола (636—638); - Квирик (640—666); - Идалий (666—689); - Лаульф (689—702); - Атаульф (850—860); - Иоанн (860—870); - Фродоин (861—890); - Иоанн (861—878) - Теодерик (904—931/937); - Гилара (ок. 937—959); - Пере (962 — 3.12.972); - Вивес (17.04.974 — 11.03.995); - Аэций (995—1010); - Деудат (1010—1029); - Гуадаль Домн (июнь 1029—1035); - Гислаберт (21.09.1035 — 5.12.1062); - Беренгер (1063—1069); - Умберт (1069—1085); - Бертран (8.09.1086 — 17.04.1095); - Фольк II де Кардона (апрель 1096 — 10.12.1099); - Беренгер Бернат (1100—1106); - Рамон Гильем (1107—1115); - блаженный Олегар (1115 — 6.03.1137); - Арнау Эрменголь (1137—1143); - Гильем де Торроха (февраль 1144 — 25.06.1172) — назначен архиепископом Таррагоны; - Бернат де Берга (25.06.1172 — 16.08.1188); - Рамон де Кастельвель (1189—1199); - Беренгер де Палоу I (15.10.1200 — 1206); - Пере де Кирак (29.12.1208 — 10.09.1211); - Беренгер де Палоу II (1212 — 1.09.1241); - Пере де Сентельес (4.07.1243 — 28.03.1252); - Арнау де Гурб (1252 — 23.09.1284); - Герау де Гуальба (1284 — 7.02.1285); - Бернардо Пелегри OFM (22.06.1288 — 24.03.1300); - Понс де Гуальба (17.02.1303 — 17.07.1334); - Феррер д’Абелья OP (30.08.1334 — 21.12.1344); - Бернат Оливер OESA (12.01.1345 — 26.06.1346) — назначен епископом Тортосы; - Микель де Рикома (24.07.1346 — 7.06.1361); - Гильем де Торрельес (18.06.1361 — 14.03.1369) — назначен епископом Тортосы; - Беренгер д’Эриль (14.03.1369 — 20.09.1370) — назначен епископом Урхеля; - Пере де Планельес (24.03.1371 — 22.10.1385); - Рамон д’Эскалес (30.03.1386 — 24.07.1398); - Хоан Эрменголь (11.09.1398 — 17.12.1408); - Франсеск де Бланес (19.12.1408 — 18.02.1410); - Франсиско Климент Сапера (26.02.1410 — 13.11.1415) — назначен архиепископом Сарагосы; - Андреу Бертран (15.11.1415 — 7.06.1419) — назначен епископом Жироны; - Франсиско Климент Сапера (7.06.1419 — 4.11.1429) — апостольский администратор, назначен архиепископом Сарагосы; - Андреу Бертран (4.11.1429 — 18.04.1431) — апостольский администратор; - Андреу Бертран (18.04.1431 — 15.07.1433); - Симо Сальвадор (31.08.1433 — февраль 1445); - Хауме Хирард (2.07.1455 — 1456); - Хоан Солер (4.10.1458 — 1463); - Хоан Шименис Серда (16.02.1464 — 1472); - Родриго де Борха-и-Эскрива (11.12.1472 — 1478); - Гонсало Фернандес де Эредия (27.11.1478 — 13.06.1490) — назначен архиепископом Таррагоны; - Пере Гарсия (14.06.1490 — 8.02.1505); - Энрике Кардона (18.04.1505 — 23.01.1512) — назначен архиепископом Монреаля; - Мартин Гарсия (27.11.1511 — 7.03.1521); | - Гильен Рамон Вич-и-Вальтерра (7.03.1521 — 25.07.1525); - Сильвио Пассерини (28.07.1525 — 27.08.1529) — апостольский администратор; - Луис Кардона (27.08.1529 — 23.01.1531) — назначен архиепископ Таррагоны; - Хуан Кардона (15.02.1531 — 1.02.1546); - Хайме Касадор (17.03.1546 — 4.06.1561); - Гильермо Касадор (4.06.1561 — 13.11.1570); - Мартин Мартинес де Вильяр (3.03.1573 — 14.12.1575); - Хуан Димас Лорис (4.07.1576 — 8.08.1598); - Альфонсо Колома Са (27.09.1599 — 13.01.1603) — назначен епископом Картахены; - Рафаэль Ровирола (18.02.1604 — 12.10.1609); - Хуан де Монкада (22.03.1610 — 30.07.1612) — назначен архиепископом Таррагоны; - Луис Санс Кодоль (20.08.1612 — 23.02.1620); - Хуан Сентис (20.07.1620 — 7.10.1632); - Гарсия Хиль Манрике (28.11.1633 — 1655); - Рамон Сенмента Лануса (25.10.1655 — 11.02.1663); - Ильдефонсо де Сотомайор (9.06.1664 — 10.06.1682); - Бенито Игнасио де Саласар OSB (11.01.1683 — 1693); - Мануэль де Альба (24.08.1693 — 22.04.1697); - Бените де Сала-и-де-Карамани OSB (24.11.1698 — 2.07.1715); - Диего де Асторга-и-Сеспедес (30.03.1716 — 22.07.1720) — назначен архиепископом Толедо; - Андрес де Орби-и-Ларреатеги (16.12.1720 — 10.04.1725) — назначен архиепископом Валенсии; - Бернардо Хименес Касканте (11.06.1725 — 13.12.1730); - Гаспар де Молина-и-Овьедо OSA (28 июня 1731 — 5 мая 1734) — назначен епископом Малаги; - Фелипе Агуадо Рекехо (30.08.1734 — 3.11.1737); - Франсиско Кастильо Винтимилья (22.07.1738 — 31.07.1747) — назначен епископом Хаэна; - Франсиско Диас Сантос-и-Бульон (1.04.1748 — 25.05.1750) — назначен епископом Сигуэнсы; - Мануэль Лопес Агирре (22.07.1750 — 7.02.1754); - Асенсио Салес (16.12.1754 — 17.01.1766); - Хосе Климент Авинент (21.07.1766 — 16.08.1775); - Габино Вальядарес Мехия (11.09.1775 — 13.02.1794); - Эустакио Асара OSB (12.09.1794 — 24.06.1797); - Педро Диас Вальдес (14.09.1798 — 15.11.1807); - Пабло Ситхар Руата (16.03.1808 — 21.08.1831); - Педро Мартинес Сан Мартин (20.12.1832 — 24.03.1849); - Хосе Доминго Коста Боррас (7.01.1850 — 3.08.1857) — назначен архиепископом Таррагоны; - Антонио Палау Термес (25.09.1857 — 8.07.1862); - Панталеон Монтсеррат Наварро (1.10.1863 — 21.07.1870); - Хоакин Льюк-и-Гарриха O.C.D. (16.01.1874 — 22.06.1877) — назначен архиепископом Севильи; - Хосе Мария Уркинаона-и-Видот (15.07.1878 — 31.03.1883); - Хайме Катала-и-Альбоса (9.09.1883 — 1.03.1899); - Хосе Моргадес-и-Хили (19.06.1899 — 8.01.1901); - Сальвадор Касаньяс-и-Пагес (19.04.1901 — 27.10.1908); - Хуан Хосе Лагуарда-и-Фенольера (29.04.1909 — 4.12.1913); - Энрике Рейг-и-Касанова (28.05.1914 — 22.04.1920) — назначен архиепископом Валенсии; - Рамон Гильямет-и-Кома (22.04.1920 — 14.04.1926); - Хосе Миральес-и-Сберт (14.04.1926 — 13.03.1930) — назначен епископом Мальорки; - Мануэль Ирурита-и-Альмандос (13.03.1930 — 3.12.1936); - Грегорио Модрего-и-Касаус (30.12.1942 — 7.01.1967); - Марсело Гонсалес Мартин (7.01.1967 — 3.12.1971) — назначен архиепископом Толедо; - Нарсисо Хубани Арнау (3.12.1971 — 23.03.1990); - Рикардо Мария Карлес Гордо (23.03.1990 — 15.06.2004); - Льюис Мартинес Систак (15.06.2004 — 6.11.2015); - Хуан Хосе Омелья Омелья (6.11.2015 — по настоящее время). |  |

## Источник
- Annuario Pontificio, Libreria Editrice Vaticana, Città del Vaticano, 2003, ISBN 88-209-7422-3
- Булла Laeto animo Архивная копия от 2 ноября 2012 на Wayback Machine  (лат.)
- Bolla Ad totius dominici Архивная копия от 17 августа 2012 на Wayback Machine  (лат.)
- Pius Bonifacius Gams, Series episcoporum Ecclesiae Catholicae Архивная копия от 26 июня 2015 на Wayback Machine, Leipzig 1931, стр. 13-16  (лат.)
- Konrad Eubel, Hierarchia Catholica Medii Aevi, vol. 1 Архивная копия от 9 июля 2019 на Wayback Machine, стр. 128; vol. 2 Архивная копия от 4 октября 2018 на Wayback Machine, стр. 102; vol. 3 Архивная копия от 21 марта 2019 на Wayback Machine, стр. 129; vol. 4 Архивная копия от 4 октября 2018 на Wayback Machine, стр. 110; vol. 5, стр. 114; vol. 6, стр. 115—116  (лат.)